# Sans Famille

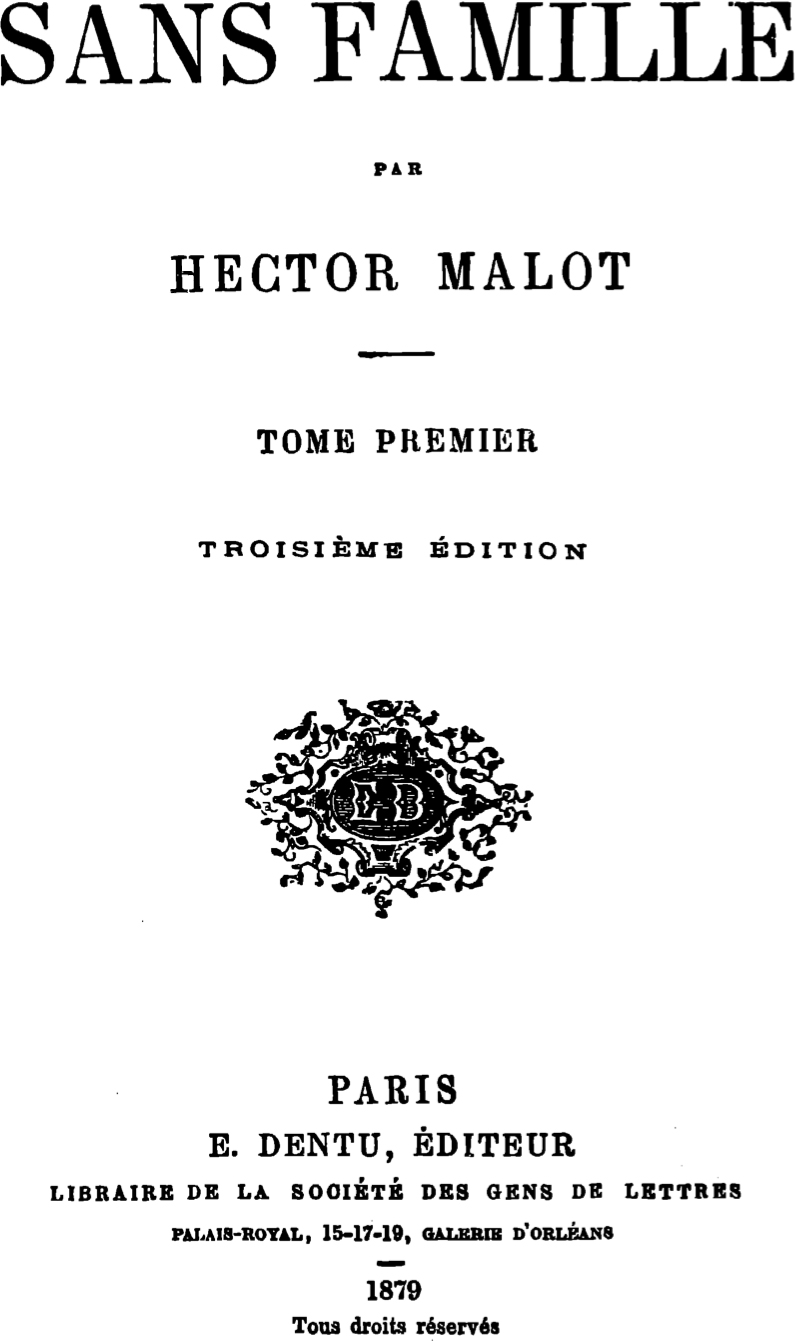
Página de rosto de Sans Famille

Sans Famille (tradução: Sem Família) é um romance francês de 1878 de Hector Malot. Foi publicado originalmente por Édouard Dentu.
No Brasil recebeu o título de Rémi - O Pequeno Órfão. Outras traduções no Brasil e no exterior também o chamaram de Sem família, O Garoto Sozinho, Sozinho no Mundo e O Garoto de Ninguém.
O romance foi inspirado pelos músicos de rua italianos do século XIX, em particular os harpistas de Viggiano, Basilicata.

## Enredo

### Primeiro volume

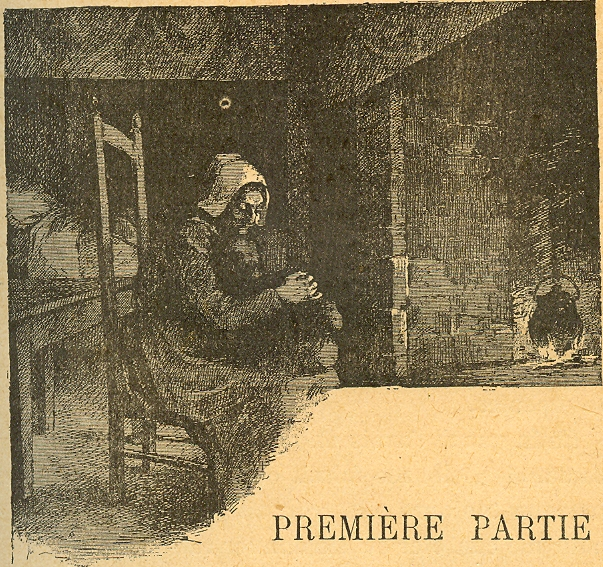
Sans Famille, primeiro volume

#### Em Chavanon e Paris
Jerome Barberin vive com sua esposa em uma pequena cidade francesa, Chavanon (à beira do Maciço Central, perto das origens do rio Loire). Ele geralmente trabalha em Paris como pedreiro. Um dia ele encontra um bebê em Paris. O menino veste roupas muito finas, então aparentemente seus pais são ricos. Barberin se oferece para cuidar da criança, esperando receber uma boa recompensa. Ele entrega o garoto à esposa e o chama de Rémi.
Barberin se machuca em um acidente. Ele culpa o seu empregador e espera receber uma compensação financeira em um julgamento. O julgamento custa muito dinheiro, e Barberin diz à esposa para vender sua vaca (sua principal fonte de riqueza) e se livrar de Rémi. Ela faz o primeiro.
A história começa quando Rémi tem oito anos. Barberin chega em casa inesperadamente, amargo e sem um tostão, tendo perdido seu julgamento. Ele vê que Rémi ainda está lá e decide se livrar dele quando conhece um artista viajante, Signor Vitalis, no pub local, que viaja com três cães - Capi, Zerbino e Dolce - e um macaco, Joli-Coeur. Vitalis se oferece para assumir Rémi como aprendiz de dinheiro.

#### Viajando com Vitalis
Rémi deixa sua casa de infância, sem chance de se despedir de sua mãe adotiva (que teria feito qualquer coisa para impedir a transação) e inicia uma jornada pelas estradas da França. Vitalis é um homem gentil, certamente melhor companhia que Barberin, e ensina Rémi a tocar harpa e a ler. Frequentemente, ambos passam fome e sem teto sobre a cabeça, mas nos animais, especialmente Capi, Rémi ganha amigos queridos, e em Vitalis o pai que ele não tem. Juntos, eles ganham a vida dando apresentações musicais e teatrais em aldeias, vilas e cidades.
Eles viajam para o oeste, via Murat (onde Vitalis o conta do príncipe de Nápoles, cunhado de Napoleão, que veio de lá). A próxima parada é Ussel, onde Rémi está equipado para sua nova vida, incluindo sapatos, que ele nunca possuía antes. A primeira grande cidade indo para o sul é Bordeaux, depois da qual atravessam o pântano de Les Landes em direção a Pau.

#### Conhecendo os Milligans
Quando estão em Toulouse, Vitalis é preso após um incidente com um policial que é duro com Rémi. Não é fácil para uma criança de dez anos alimentar-se e quatro animais sob seus cuidados, e eles quase morrem de fome quando encontram o "cisne" - um pequeno navio fluvial de propriedade da sra. Milligan e seu filho doente Arthur. Rémi é acolhido para entreter o menino doente, e ele se torna quase parte da família. Eles viajam para Montpellier e o Mediterrâneo no Canal du Sud. Rémi descobre a história de seu marido e cunhado, que, segundo a lei inglesa, herdariam toda a fortuna de seu irmão se ele morresse sem filhos. Uma criança anterior desapareceu e nunca foi encontrada (sob a acusação de James Milligan), mas logo após a morte do marido, Arthur nasceu.
Dois meses depois, Vitalis é libertado da prisão, Sra. Milligan paga para ele pegar o trem para Cette. Rémi e os Milligans gostariam de ficar juntos, mas Vitalis acha que é melhor para Rémi ser livre, e então eles se despedem. No entanto, a senhora Milligan julga que Vitalis é um homem muito gentil e honesto.

#### Três animais de Vitalis morrem
Eles viajam através de Tarascon, Montelimar, Valence, Tournon, Vienne, Lyon, Dyon e Chalon a caminho de Paris, mas o inverno os alcança 48 km de Troyes e, em uma tempestade de neve, Zerbino e Dolce são atacados por lobos na floresta, e Joli-Cœur pega pneumonia.
Na tentativa de arrecadar dinheiro para o médico, Rémi e Vitalis se apresentam e Vitalis canta. Rémi nunca ouvira Vitalis cantar, e não é o único que fica perplexo: uma jovem e aparentemente rica diz a Vitalis que fica espantada ao ouvir sua voz maravilhosa. Vitalis reage com raiva. Ele explica sua habilidade para a dama dizendo a ela que ele costumava ser um servo de um cantor. Ele não mostra apreço quando a dama dá uma moeda de ouro para Capi. Eles retornam a Joli-Coeur com o dinheiro, mas é tarde demais, Joli-Coeur está morto.

#### Garofoli
Eles agora continuam sua jornada para Paris. Vitalis decide deixar Rémi com outro "padrone" para o inverno, enquanto treina novos animais com a receita. Esse "padrone" é um homem que mantém um grupo de meninos, vendidos por seus pais pobres, trabalhando para ele (veja também a história em inglês "Oliver Twist", de Charles Dickens). Garofoli não está em casa, e Vitalis diz a Rémi para esperar lá, e que ele voltará em breve. Rémi passa duas horas horríveis na casa da Rue Lourcine - esperando Garofoli e conversando com um garoto de aparência ruim, Mattia, que fica em casa porque Garofoli o considera estúpido e incapaz de trabalhar fora. Ele também mantém a panela trancada para que Mattia não possa comer dela.
Quando os outros garotos e Garofoli retornam, Rémi testemunha como Garofoli abusa terrivelmente daqueles que não trazem para casa a quantidade de dinheiro necessária: ele bate e os mata de fome. Quando Vitalis volta e vê como os meninos estão sendo açoitados, ele diz a Garofoli que poderia ir à polícia, mas Garofoli ameaça voltar a dizer "algumas pessoas apenas um nome que deixará Vitalis vermelho de vergonha". Vitalis tira o admirável e agradecido Rémi. Esse ato de amor custa Vital à sua vida. Naquela noite, incapazes de encontrar um lugar para ficar, Vitalis e Rémi desmoronam na tempestade de neve sob uma cerca, depois de procurar infrutífera o acesso a um abrigo de pedreira.

#### Com os Acquins
Rémi acorda em uma cama, com pessoas ao seu redor: um homem, o jardineiro Pierre Acquin, dois meninos Alexis e Benjamin e duas meninas Étienette (Martha) e a pequena muda Lise, que tem entre 5 e 6 anos de idade, e observa Rémi com “olhos falantes”. Rémi aprende a terrível verdade: Vitalis está morto. Na tentativa de descobrir sua identidade, os policiais levam Rémi a Garofoli, que revela a verdade: Vitalis costumava ser o famoso cantor italiano Carlo Balzani. Quando ele envelheceu, ele perdeu a voz e estava orgulhoso demais para cantar em locais menores. Ele decidiu desaparecer, mudando sua identidade para Vitalis.
A família recebe Rémi e Capi. Rémi adora especialmente Lise. Ele a ensina a ler e toca harpa para ela. Lise ama uma música napolitana em particular. Rémi torna-se jardineiro, e dois anos de trabalho duro e alegres domingos se seguem. Então, uma terrível tempestade de granizo arruína o vidro da estufa, e Acquin está em dívida com o homem que ele emprestou para comprar seu negócio. Ele não pode pagar e tem que entrar na prisão de um devedor. As crianças devem ir a tios e tias, em várias cidades francesas. Embora as crianças insistem que Rémi também pertence à família, nenhum dos tios e tias está disposto ou é capaz de cuidar de Rémi. Com o coração partido, prometendo aos irmãos visitar e trazer notícias do pai deles, Rémi pega sua harpa e Capi e pega a estrada.

### Segundo volume

#### Mattia
Rémi decide ir para o sul em direção a Fontainebleau, mas não demorou muito quando conhece um companheiro, Mattia, o garoto de Garofoli, passando fome perto de uma igreja nas ruas de Paris. Garofoli está na prisão por espancar outro garoto até a morte. Mattia pede a Rémi que o leve para sua trupe. Rémi está assustado: com ele, Mattia pode morrer de fome tanto quanto sozinha. Mas Mattia o convence de que dois nunca morrerão de fome porque um ajuda o outro. Assim, a "trupe Rémi" consiste agora em dois músicos de doze anos e um cachorro.
Mattia acaba sendo um violinista talentoso, ele toca outros instrumentos também e aprendeu alguns truques enquanto trabalhava em algum circo. Os meninos se saem bem na primavera em casamentos e festivais, seus talentos são apreciados e Rémi assume o plano de comprar uma vaca e visitar Madre Barberin.

#### Mineração
Como uma vaca custa muito dinheiro, Rémi planeja uma rota por Corbeil, Montgaris, Gien, Bourges, St. Amand e MontluÇon, onde ganha muito dinheiro a caminho de visitar Alexis, que agora mora com seu tio Gaspard (padre Acquin's). irmão) na cidade mineira de Varses e trabalha na mina com seu tio. Quando Alexis está ferido e incapaz de trabalhar por um tempo, Rémi se oferece para substituí-lo. Um dos mineiros é apelidado de magister; ele é um homem velho e sábio. Ele se torna um bom amigo e ele explica a história do carvão.
Um dia a mina é inundada pelo rio Divonne, que corre acima. Sete mineiros, incluindo o tio Gaspard, o magister e Rémi, encontram abrigo, mas estão presos. Eles estão esperando para serem resgatados, mas não têm ideia da quantidade de tempo que passa com fome e medo. Um dos homens confessa um crime, se culpa pelo desastre e comete suicídio. Eles acabam passando quinze dias no subsolo - e finalmente são salvos. Capi está louco de felicidade; Mattia está chorando. Ele diz que nunca acreditou que Rémi poderia estar morto, e Rémi se orgulha da forte crença de seu amigo nele. Este incidente mostra o terrível estado do trabalho infantil na França do século XIX.
Rémi quer que Mattia aprenda música e eles visitam um barbeiro / músico. O Sr. Espinassous fica impressionado com o grande talento de Mattia e tenta convencê-lo a ficar e aprender, mas Mattia não quer deixar Rémi.

#### Uma vaca para Madre Barberin
Os meninos agora vão para a visita à mãe adotiva de Rémi. Primeiro eles decidem visitar Clermont Ferrand e, no sudoeste, as cidades de banho mineral Saint Nectaire, Mont-Dore, Royat e Bourboule, onde podem ganhar um bom dinheiro, em direção à vaca da mãe Barberin. Quando passam por Ussel, não muito longe de Chavanon, garantem que não compram uma vaca ruim e pedem ajuda ao veterinário. O veterinário é muito amigável e os meninos compram uma vaca maravilhosa.
Na cidade seguinte, os meninos são acusados de roubar a vaca. Por que dois músicos de rua teriam uma vaca, afinal? Eles explicam sua história ao prefeito. O prefeito conhece Madre Barberin, ouviu falar do acidente na mina e está disposto a acreditar que os meninos são honestos. Para garantir, o veterinário é chamado a testemunhar, e os meninos podem continuar sua jornada.
Rémi e Madre Barberin finalmente se reencontram. Madre Barberin diz a Rémi que Jerome está em Paris em busca de Rémi, porque seus verdadeiros pais parecem estar em busca dele. No entanto, Madre Barberin sabe muito pouco, porque Jerome nunca lhe contou nenhum detalhe. Rémi está ansioso para conhecer seus verdadeiros pais. Rémi e Mattia decidem voltar a Paris e encontrar Barberin. No caminho para Paris, eles passam por Dreuzy, onde visitam Lise Acquin. Rémi e Lise gostam muito um do outro.

#### Os Driscolls
Quando os meninos chegam a Paris, descobrem que Jerome morreu. Rémi escreve uma carta para Madre Barberin. Madre Barberin responde e ela anexa uma carta enviada por Jerome antes de ele morrer. Menciona o endereço do escritório do advogado em Londres, encarregado da busca por Rémi. Os meninos pegam um barco para Londres, onde são levados diretamente aos pais de Rémi. O nome deles é Driscoll.
Rémi está terrivelmente desapontado: os Driscolls são frios para ele; seu pai mantém os meninos trancados. Eles se tornam um bando de ladrões e usam Capi para ajudá-los em seu trabalho.
Os driscolls recebem um visitante, um homem que parece interessado em Rémi, mas Rémi não entende bem o inglês. O visitante não conhece Mattia, mas Mattia ouve a conversa deles. James Milligan parece ser o tio de Arthur. Ele espera que Arthur morra, para herdar a fortuna de seu falecido irmão. Os meninos concordam que a Sra. Milligan deve ser avisado, mas eles não têm ideia de onde encontrá-la. Mattia conhece Bob, um palhaço / músico do circo. Bob acaba por ser um bom amigo.

#### Procurando os Milligans
Quando Rémi é acusado de um assalto cometido por seus pais, Bob e Mattia o ajudam a escapar da prisão. Com a ajuda do irmão de Bob, um marinheiro, eles retornam à França para procurar a Sra. Milligan, para avisá-la sobre seu cunhado. Eles começam subindo o Sena, já que o "cisne" é um barco notável; eles logo ouvem que as pessoas a viram. Eles seguem a trilha ao longo dos rios e canais.
No caminho, eles passam por Dreuzy, onde esperam encontrar Lise novamente. No entanto, eles ouvem que o tio de Lise morreu e que uma gentil senhora inglesa, que viajou em um barco, se ofereceu para cuidar de Lise. Rémi e Mattia seguem o "cisne" pela França até perto da fronteira com a Suíça. Eles acham o barco deserto, descobrindo que não foi possível subir o rio, e a família continuou sua jornada de ônibus, provavelmente para Vevey. Quando chegam à cidade onde "a mulher inglesa com o menino doente e a menina muda", eles começam a cantar perto de todas as cercas. Demora vários dias.
Um dia, Rémi canta sua música napolitana e ouve um grito e uma voz fraca que continuam a música. Eles correm para a voz e encontram Lise, cuja voz retornou quando ela ouviu Rémi, há muito perdida. Os meninos agora descobrem que James Milligan também está lá, e Rémi tem medo de encontrá-lo, mas James não conhece Mattia, então ele pode contar à Sra. Milligan a história deles. Sra. Milligan acha que Rémi pode ser o filho mais velho perdido, mas diz a Mattia para mantê-lo em segredo até ter certeza. Ela organiza os meninos para ficarem em um hotel, onde eles podem ter muita comida, camas confortáveis e são visitados por um barbeiro e um alfaiate.

#### Casa
Depois de alguns dias a senhora Milligan convida os meninos para sua vila, onde encontram Madre Barberin, a quem a Sra. Milligan pediu. Madre Barberin mostra as roupas de bebê de Rémi que a Sra. Milligan reconhece como as roupas que seu filho usava quando foi roubado. Sra. Milligan declara alegremente que Rémi é seu filho, para se juntar à sua "mãe, irmão e aqueles que o amavam em sua miséria (Lise e Mattia)". Está claro que o Sr. Driscoll roubou o garoto como emprego para James Milligan.
A história tem um final feliz: Rémi encontra sua família e descobre que é o herdeiro de uma fortuna. A querida irmãzinha de Mattia, Cristina, é enviada da Itália e todos crescem juntos. Arthur melhora e se torna um atleta cavalheiro, Mattia um violinista famoso. Rémi se casa com Lise e eles têm um filho chamado Mattia, e Madre Barberin se torna sua babá.
O livro termina com a partitura da música napolitana.

## Adaptações de mídia

### Cinema e televisão
Vários filmes foram feitos após o romance:
- Sans famille (França 1934)[2]
- Senza famiglia (Itália 1946)[3]
- Le Théâtre de la jeunesse: Sans famille (feito para TV, França 1965)[4]
- Nobody's Child (filme de Hong Kong) (苦兒流浪記, 1961)[5]
- Chibikko Remi to Meiken Kapi (Japão 1970) – filme da Toei Animation
- Nobody's Boy: Remi (Ie Naki Ko) (Japão 1977-78) – Anime de televisão de 51 episódios da Tokyo Movie Shinsha
- Sans famille (França 1981) –Série de TV em seis partes da TF1 estrelando Petula Clark e Fabrice Josso[6]
- Bez Semyi (União Soviética 1984)
- Remi, Nobody's Girl (家なき子レミ, Ie Naki Ko Remi) (Japão) – Série de televisão de 26 episódios do World Masterpiece Theatre da Nippon Animation. Há grande alterações na história, transformando Remi em uma garota.[7]
- fr (F/D/CZ, 2000)[8]
- O Pequeno Órfão (2018)[9] do diretor Antoine Blossier, estrelando Maleaume Paquin e Daniel Auteuil.

### Histórias em quadrinhos
Entre 1958 e 1959, o artista de quadrinhos holandês Piet Wijn adaptou a história para uma história em quadrinhos, que foi pré-publicada no Rotterdamsch Nieuwsblad. Em 1979, ele fez outra adaptação do mesmo romance, que foi pré-publicado na revista semanal holandesa da Disney Donald Duck Weekblad.